# Liste der denkmalgeschützten Objekte in Waldkirchen an der Thaya
Die Liste der denkmalgeschützten Objekte in Waldkirchen an der Thaya enthält die 10 denkmalgeschützten, unbeweglichen Objekte der Gemeinde Waldkirchen an der Thaya.

## Denkmäler
| Foto |                 | Denkmal                                                         | Standort                                                    | Beschreibung | Metadaten |
| ---- | --------------- | --------------------------------------------------------------- | ----------------------------------------------------------- | --- | --- |
| ja   | Datei hochladen | Ortskapelle Fratres HERIS-ID: 25483 Objekt-ID: 21911            | Fratres 13a, bei Standort KG: Fratres                       | Die schlichte Ortskapelle von Fratres ist ein Bau aus der zweiten Hälfte des 18. Jahrhunderts mit Rundbogenfenstern, eingezogener Halbkreisapsis und vorgestelltem Fassadenturm von 1911 mit Erdgeschoßquaderung und Steinpyramidenhelm. Innen hat sie eine gekehlte Flachdecke. Das Altarblatt mit Rokokorahmen, um 1750 gemalt, zeigt die Marienkrönung. Es befindet sich zwischen Schnitzfiguren der hll. Wendelin und Leonhard aus dem dritten Viertel des 18. Jahrhunderts, die auf seitlichen Voluten stehen. Zur weiteren Ausstattung zählt eine Kirchenfahne mit Ölbild aus dem 19. Jahrhundert. | BDA-Hist.: Q37894180 Status: § 2a Stand der BDA-Liste: 2025-06-30 Name: Ortskapelle Fratres GstNr.: 644/2                                           |
| ja   | Datei hochladen | Forsthaus HERIS-ID: 25487 Objekt-ID: 21915                      | Gilgenberg 19 Standort KG: Gilgenberg                       | Das zweigeschoßige Forsthaus südlich des Schlosses stammt aus dem 18. Jahrhundert. Es verfügt über eine erneuerte Fassade aus der zweiten Hälfte des 19. Jahrhunderts und ist durch ein Ziegelwalmdach gedeckt. | BDA-Hist.: Q37894213 Status: Bescheid Stand der BDA-Liste: 2025-06-30 Name: Forsthaus GstNr.: 74                                                    |
| ja   | Datei hochladen | Schloss Gilgenberg HERIS-ID: 25485 Objekt-ID: 21913             | Gilgenberg 26 Standort KG: Gilgenberg                       | Das im Tal des Fenetzbaches gelegene Schloss Gilgenberg wurde 1320 im Zusammenhang mit Niclas Pillung von Gilgenberg urkundlich erwähnt. Das Anwesen war ursprünglich eine auf der Anhöhe gelegene Feste, die im 15./16. Jahrhundert häufig ihre Besitzer wechselte, 1577 als öde Feste an Anna von Mollart ging und im vierten Viertel des 16. Jahrhunderts als Schloss im Tal neu errichtet wurde. Der hakenförmige, aus einer Vierflügelanlage entstandene, zweigeschoßige Bau hat ein Ziegelwalmdach und einen Dachreiter mit einem schindelgedeckten Zwiebelhelm. Der Westflügel dient als Schüttkasten. Das Erdgeschoß ist genutet. Das Obergeschoß zeigt eine Ortsteinrahmung. Der Bau ist durch mehrere Rundbogeneinfahrten und durch gefaschte Fenster geöffnet. An der Nordwestecke erhebt sich ein eingeschoßiger Wirtschaftstrakt, der mit 1760 bezeichnet ist. Der Garten ist von einer Pfeilermauer umgeben. | BDA-Hist.: Q37894190 Status: Bescheid Stand der BDA-Liste: 2025-06-30 Name: Schloss Gilgenberg GstNr.: 111, 112, 113, 114, 162/2 Schloss Gilgenberg |
| ja   | Datei hochladen | Kapelle hl. Ägidius HERIS-ID: 25486 Objekt-ID: 21914            | Gilgenberg 24, westlich Standort KG: Gilgenberg             | Die Kapelle des hl. Ägydius erhebt liegt auf der Spitze des vom Fenetzbaches umflossenen Hügels nördlich des Schlosses. Sie wurde 1649 laut einer Urkunde erneuert. An der Rückseite ist sie mit der Jahreszahl 1657 bezeichnet. Der ovale Zentralbau ist von einem Kegeldach mit Laternenaufsatz gedeckt und verfügt über eine gefaschte Rundbogenöffnung, ein umlaufendes Gesims über Mauerpfeilern in den Hauptachsen und Spuren einer früheren Putzritzquaderung. An der Westseite ist ein Torrisalit mit rustizierendem Rundbogenportal zu sehen. Das Innere ist durch einspringende Pfeiler triumphbogenartig unterteilt und hat eine Stichkappenwölbung mit Stuckeinfassungen und Rosetten. Der barocke Säulenaltar stammt aus dem dritten Viertel des 17. Jahrhunderts. Er verfügt über Knorpelwerkflanken, einen Aufsatz, der als Formwiederholung ausgeführt ist, ein Altarblatt des hl. Ägydius aus dem späteren 18. Jahrhundert, ein Auszugsbild der hl. Maria aus dem 19. Jahrhundert sowie über Aufsatzfiguren der hll. Rochus und Sebastian.                                                                             | BDA-Hist.: Q37894201 Status: Bescheid Stand der BDA-Liste: 2025-06-30 Name: Kapelle hl. Ägidius GstNr.: 109                                         |
| ja   | Datei hochladen | Ortskapelle hl. Anna HERIS-ID: 25488 Objekt-ID: 21916           | Rappolz 38, neben Standort KG: Rappolz                      | Die 1764 errichtete Ortskapelle hl. Anna in Rappolz ist ein spätbarocker Bau mit Rundbogenfenstern, eingezogener Halbkreisapsis, einer Giebelfassade, die im späten 19. Jahrhundert durch eine spitzbogige Portalblende verändert wurde und einem Giebelreiter, der sich über Konsolen erhebt und von einem Giebelspitzhelm bekrönt wird. Der Innenraum ist durch eine zweijochige Stichkappentonne gewölbt, die auf Pilastern ruht. Der Altar stammt aus der Bauzeit. Er verfügt über eine gesprängte Säulenädikula, eine Figurengruppe mit Darstellung des Gnadenbildes Maria Dreieichen, Seitenfiguren der hll. Brigitta und Norbert sowie ein Aufsatzbild Unterricht Mariae. Zur weiteren Ausstattung zählen Schnitzstatuetten der Maria mit Kind aus dem frühen 16. Jahrhundert, eine bekleidete Figur der Maria Immaculata aus dem 19. Jahrhundert, eine barocke Prozessionsstange mit bekleidetem Christuskind sowie ein barockes Bild des hl. Florian. | BDA-Hist.: Q37894226 Status: § 2a Stand der BDA-Liste: 2025-06-30 Name: Ortskapelle hl. Anna GstNr.: 116                                            |
| ja   | Datei hochladen | Ortskapelle Mariae Heimsuchung HERIS-ID: 22549 Objekt-ID: 18882 | Schönfeld 6, gegenüber Standort KG: Schönfeld               | Die Ortskapelle Mariae Heimsuchung in Schönfeld ist ein faschengegliederter spätbarocker Bau aus der zweiten Hälfte des 18. Jahrhunderts mit Flachbogenfenstern und eingezogener Halbkreisapsis. Die östlichen Ecken sind gerundet. In der Giebelfassade ist eine Figurennische zu sehen. Der Dachreiter stammt von 1979. Der Innenraum verfügt über eine gekehlte Flachdecke mit Stuckrahmungen über einem umlaufenden Gesims auf Pilastern. In der Apsis zeigt sich eine Stichkappenwölbung, eine kleine Empore und ein Boden aus Granitplatten. Auf Glasmalereien sind die hll. Rudolf und Leopold dargestellt. Diese sind mit 1922 bezeichnet. Der barocke Säulenaltar mit Akanthusflanken wurde um 1710 angefertigt. Er hat ein Altarblatt Mariae Heimsuchung aus dem zweiten Drittel des 18. Jahrhunderts und einen Akanthusvolutenauszug. Zur weiteren Ausstattung zählen Schnitzfiguren der hll. Katharina und Barbara von Anfang des 18. Jahrhunderts, Maria und Herz Jesu aus dem 19. Jahrhundert, zwei Kirchenfahnen mit Ölbildern aus dem 19. Jahrhundert sowie ein Luster aus dem späten 19. Jahrhundert.                  | BDA-Hist.: Q37870578 Status: § 2a Stand der BDA-Liste: 2025-06-30 Name: Ortskapelle Mariae Heimsuchung GstNr.: 75                                   |
| ja   | Datei hochladen | Ortskapelle hl. Bartholomäus HERIS-ID: 22550 Objekt-ID: 18883   | Waldhers 27, vor Standort KG: Waldhers                      | Die Ortskapelle hl. Bartholomäus in Waldhers ist ein neugotischer, zweijochiger, fünfseitig geschlossener Bau aus der Zeit um 1900, mit Spitzbogenfenstern, Faschengliederung und romanisierendem Rundbogenfries. Sie hat einen über Konsolen vorkragenden Giebelreiter, der von einem Giebelspitzhelm bekrönt wird und ist durch Spitzbogentympanonportal zugänglich. Die Kapelle ist durch ein Ziegeldach gedeckt. Der Innenraum verfügt über ein Kreuzrippengewölbe über durchgehenden Gurten und mit spitzem Apsisbogen, eine Schablonenausmalung und einen Boden aus Granitplatten. Das neugotische Wimpergretabel zeigt ein Bild der Maria Immaculata. In den Prozessionsschreinen stehen barockisierende Figuren der hl. Maria mit Kind aus dem 19. Jahrhundert. Auf einem Ölbild ist das Mariahilf-Motiv abgebildet, auf einem anderen der hl. Bartholomäus. Beide wurden in der ersten Hälfte des 19. Jahrhunderts gemalt. Zur weiteren Ausstattung zählen Kreuzwegbilder aus der Zeit um 1900, ein barockisierendes Vortragekreuz, Kirchenfahnen mit Ölbildern aus dem 19. Jahrhundert sowie eine Hängelampe aus der Bauzeit. | BDA-Hist.: Q37870598 Status: § 2a Stand der BDA-Liste: 2025-06-30 Name: Ortskapelle hl. Bartholomäus GstNr.: 24                                     |
| ja   | Datei hochladen | Bildstock HERIS-ID: 22551 Objekt-ID: 18884                      | Standort KG: Waldhers                                       | Am östlichen Ortsausgang von Waldhers steht ein Granittabernakelpfeiler aus dem 19. Jahrhundert. Er wurde 2008 von seinem ursprünglichen Standort (heute ein Acker) hierher versetzt. | BDA-Hist.: Q37870609 Status: § 2a Stand der BDA-Liste: 2025-06-30 Name: Bildstock GstNr.: 1779/1                                                    |
| ja   | Datei hochladen | Kath. Pfarrkirche hl. Martin HERIS-ID: 22552 Objekt-ID: 18885   | Waldkirchen an der Thaya 51, neben Standort KG: Waldkirchen | Die im Osten von Waldkirchen zusammen mit Friedhof und Pfarrhof erhöht über der nördlichen Randstraße gelegene Pfarrkirche hl. Martin ist eine im Kern romanische, barockisierte Saalkirche mit barockem Westturm. 1188 wurde die Kirche erstmals erwähnt, die Pfarre 1282. Im Jahr 1610 wurde sie bei einem Brand beschädigt. Der zwiebelhelmbekrönte Westturm wurde 1713 bis 1715 gebaut. | BDA-Hist.: Q37870620 Status: § 2a Stand der BDA-Liste: 2025-06-30 Name: Kath. Pfarrkirche hl. Martin GstNr.: 1 Pfarrkirche Waldkirchen an der Thaya |
| ja   | Datei hochladen | Karner HERIS-ID: 22553 Objekt-ID: 18886                         | Waldkirchen an der Thaya 51, neben Standort KG: Waldkirchen | Das Beinhaus südöstlich der Kirche wurde 1773 erbaut. Der Innenraum ist flach gedeckt. Der Mittelraum liegt mit seitlichen Anräumen unter einem Giebel. Eine barocke Schnitzfigurengruppe mit Darstellung der Kreuzigung steht in einer bühnenartigen, akanthusgerahmten Nische. Im Sockel ist zwischen Fächern mit Totenschädeln eine plastische Fegefeuerdarstellung aus der Zeit um 1700 zu sehen. In den Ziegelboden ist die Grabplatten des 1782 verstorbenen Bauherrn Jacob Löffler eingelassen. | BDA-Hist.: Q37870629 Status: § 2a Stand der BDA-Liste: 2025-06-30 Name: Karner GstNr.: 1                                                            |